# Rifugio Rasciesa

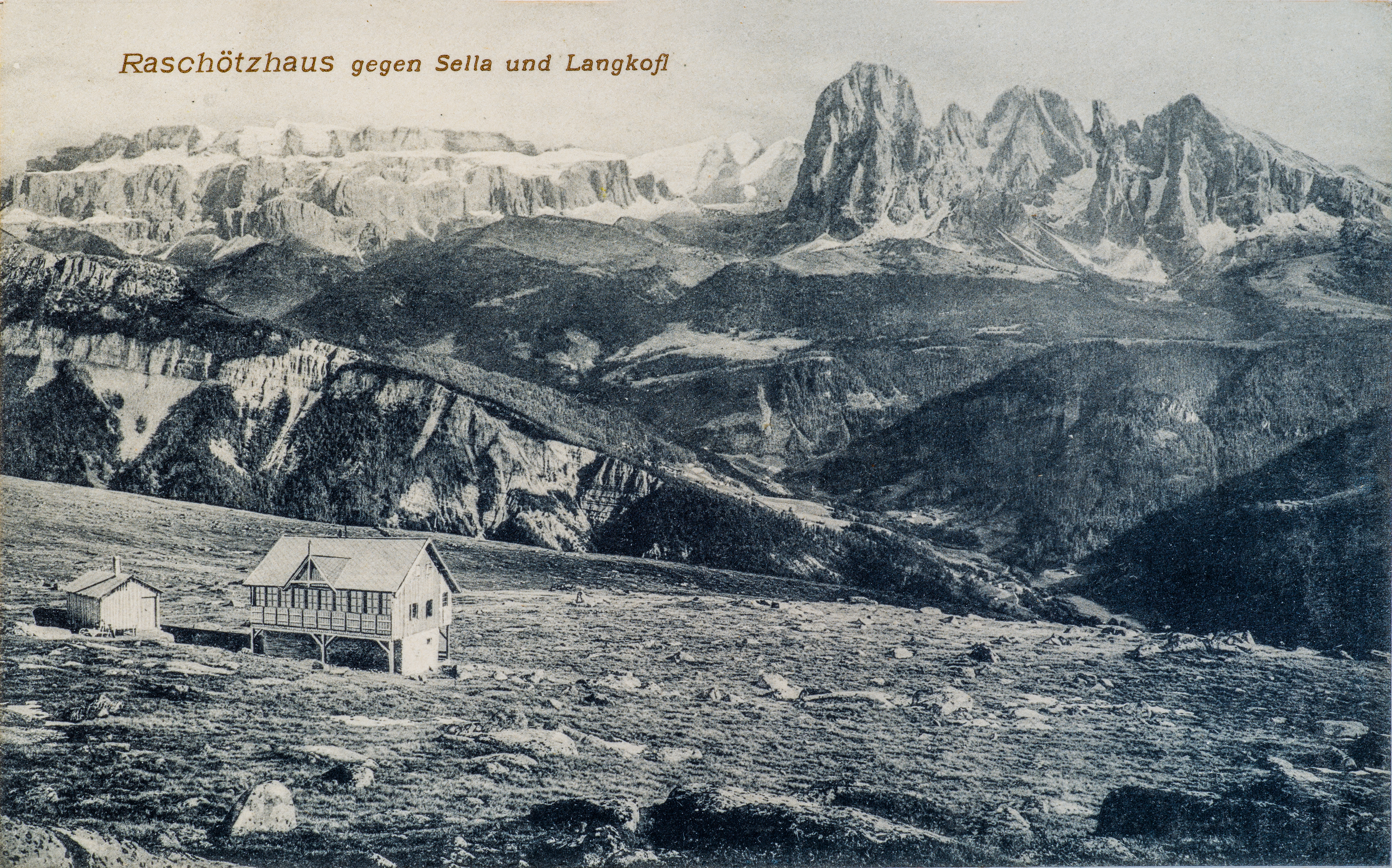
Il rifugio appena costruito in una cartolina d'epoca.

Il rifugio Rasciesa (in ladino Utia de Resciesa, in tedesco Raschötzhütte) è un rifugio dolomitico che si trova a 2.164 m s.l.m. nel gruppo delle Odle, all'interno del parco naturale Puez-Odle, nel comune di Ortisei.